# Каплиця РКЦ (Велеснів)
Каплиця РКЦ у Велесневі — римсько-католицька церква в селі Велесневі Тернопільської области України.

## Відомості
- 1927—1928 — споруджено муровану каплицю.
- 1927 — у каплиці почали проводити богослужіння.
- 18 вересня 1928 — здійснено чин її освячення.

Нині — у стані руїни.